# Kawasaki Ki-64
Kawasaki Ki-64 (spojeneckým kódovým označením Rob) byl japonský prototyp jednomístného dvoumotorového dolnoplošného stíhacího letounu se zatahovacím podvozkem ostruhového typu, vzniklý za druhé světové války. 

## Vznik
Takeo Doi, konstruktér společnosti Kawasaki, koncipoval projekt rychlého stíhacího letounu již v roce 1939.:s.121 V říjnu 1940 se podařilo zainteresovat armádní letectvo k zadání objednávky projektu pod označením Ki-64. Zakázka požadovala dosažení rychlosti 700 km/h ve výšce 5000 m, do které měl letoun vystoupat za 5 minut.:s.121

## Vývoj
Typ se vyznačoval dvěma nezvyklými konstrukčními řešeními, z nichž jedním bylo tandemové uspořádání dvou pohonných jednotek Kawasaki Ha-40 (licenční Daimler-Benz DB 601A) instalovaných v trupu, jedné v přídi a druhé za kokpitem, spojených do kombinace označené Kawasaki Ha-201 a prostřednictvím společné hřídele pohánějících dvě třílisté protiběžné vrtule.:s.35 Druhým bylo použití povrchu křídla s laminárním profilem a klapek:s.121 jako radiátoru kapalinového chladiče motorů.:s.34 Hlavňovou výzbroj tvořily dva kanóny Ho-5 ráže 20 mm v křídle, další dvě synchronizované zbraně téhož typu byly plánovány do trupu nad předním motorem.
Letadlo poprvé vzlétlo v prosinci 1943. Během jeho pátého zkušebního letu došlo v důsledku nedostatečného chlazení ke vznícení zadního motoru, a stroj, ačkoliv úspěšně nouzově přistál, utrpěl poškození. Motor byl odeslán k opravě do Akaši, a drak do Gifu.:s.122 Uprostřed roku 1944 byl pak projekt opuštěn v prospěch nadějněji vyhlížejících plánů. Drak letadla se dočkal konce války, a části unikátního chladicího systému byly podrobeny zkoumání na americké základně Wright Field.:s.36

## Specifikace
Údaje podle publikace Japanese Aircraft of the Pacific War:s.122

### Technické údaje
- Osádka: 1 (pilot)
- Délka: 11,03 m
- Rozpětí: 13,5 m
- Výška: 4,25 m
- Nosná plocha: 28 m²
- Prázdná hmotnost: 4 050 kg
- Vzletová hmotnost: 5 100 kg
- Pohonná jednotka: 1 × vidlicový invertní dvacetičtyřválec Kawasaki Ha-201 s povrchovým odpařovacím chlazením
- Výkon pohonné jednotky: 2350 hp (1752,4 kW)
- Vrtule: 2 × třílistá vrtule v protiběžném uspořádání

### Výkony
- Maximální rychlost: 690 km/h ve výšce 5000 m
- Dolet: 1 000 km
- Dostup: 12 000 m
- Výstup do 5 000 m: 5 minut a 30 sekund
- Poměr hmotnost/výkon: 2,17 kg/hp

### Výzbroj (plánovaná)
- 2 × synchronizovaný 20mm kanón Ho-5 v trupu
- 2 × 20mm kanón Ho-5 v křídlech